# Vlag van Antarctica
Een vlag van Antarctica is een vlag of vlagontwerp dat het continent Antarctica vertegenwoordigt. Omdat het een condominium is zonder één enkel bestuursorgaan, heeft het geen eigen officiële vlag. Er zijn echter verschillende ontwerpen gemaakt om het continent te vertegenwoordigen.
Dit moet worden onderscheiden van vlaggen die op Antarctica in het algemeen worden gevlogen, waaronder vlaggen die worden gebruikt door nationale missies en buitenposten op Antarctica.

## Vlagontwerpen
Sinds de jaren 1970 zijn er veel ontwerpen voorgesteld als vlag voor Antarctica.

### Witte vlag (1929)

Originele vlag gevlogen door de 'Discovery', opgeslagen in de Royal Museums Greenwich.

In 1929 gebruikten leden van de Britse Australische en Nieuw-Zeelandse Antarctische onderzoeksexpeditie op de RRS Discovery wit katoenen zeil om een beleefdheidsvaandel te improviseren (een vlag die schepen gebruiken als teken van respect in vreemde wateren) voor een continent zonder eigen vlag. De vlag bevindt zich nu in het National Maritime Museum in Londen. De witte vlag werd minstens twee keer gebruikt tijdens de reis naar Antarctica. Op 1 augustus 1929 schreef The Times dat "het schip de Union Jack op de voorpiek wapperde, de witte Antarctische vlag op de voormast en de Australische vlag op de achtersteven".

### Smiths ontwerp (1978)

Smiths ontwerp.

Vexilloloog Whitney Smith presenteerde een oranje vlag met een wit embleem in de hijs op de jaarvergadering van 1978 van de North American Vexillological Association (NAVA). De letter A staat voor Antarctica, de halve bol staat voor het gebied onder de Antarctische cirkel en de handen staan voor de menselijke bescherming van het milieu. Voor een goede zichtbaarheid koos hij voor internationaal oranje, een kleur die vaak wordt gebruikt in de ruimtevaartindustrie om objecten te onderscheiden van hun omgeving. De fel oranje kleur werd ook gekozen vanwege zijn zeldzaamheid onder nationale vlaggen, omdat geen enkele natie met een actieve onderzoeksbasis op het continent de kleur oranje in hun vlag gebruikt. De ontwerpelementen zijn aan de broeking van de vlag geplaatst zodat ze zichtbaar blijven, zelfs als de vlag wordt beschadigd door de harde wind op Antarctica.

### Barthams ontwerp (1996)

Barthams ontwerp.

Graham Bartram, de hoofdvexilloloog van de Britse organisatie Flag Institute, ontwierp in 1996 een ander voorstel voor een 3D Atlas programma ontwikkeld door The MultiMedia Corporation en gepubliceerd door Electronic Arts. Met de vlag van de Verenigde Naties als model koos hij voor een effen witte kaart van het continent op een blauwe achtergrond om neutraliteit te symboliseren. De vlag was geïnspireerd op het embleem van het Verdrag inzake Antarctica.
Vexilloloog Ted Kaye liet Bartrams ontwerp drukken en nam het mee op een Antarctische cruise. Op Kaye's verzoek vloog het op de Braziliaanse basis Comandante Ferraz en het Britse museum in Port Lockroy. Het Graham Bartram vlagontwerp wordt sinds 2015 gebruikt als de "Vlag voor Antarctica" emoji "🇦🇶" op de meeste ondersteunde platforms.

### True Souths ontwerp (2018)

True Souths ontwerp

Het True Souths ontwerp is in 2018 ontworpen door Evan Townsend. De vlag heeft de volgende betekenis:
Horizontale strepen in marineblauw en wit vertegenwoordigen de lange dagen en nachten op de uiterste breedtegraad van Antarctica. In het midden barst een eenzame witte piek los uit een veld van sneeuw en ijs, in navolging van de bergen, bergen en drukruggen die de Antarctische horizon bepalen. De lange schaduw die het werpt, vormt de onmiskenbare vorm van een kompaspijl die naar het zuiden wijst, een eerbetoon aan de erfenis van verkenning van het continent. Samen creëren de twee middelste vormen een diamant, die de hoop symboliseert dat Antarctica nog generaties lang een centrum van vrede, ontdekking en samenwerking zal blijven.
De vlag is vernoemd naar het geografische zuiden, of "echte zuiden", dat verschilt van het magnetische zuiden.

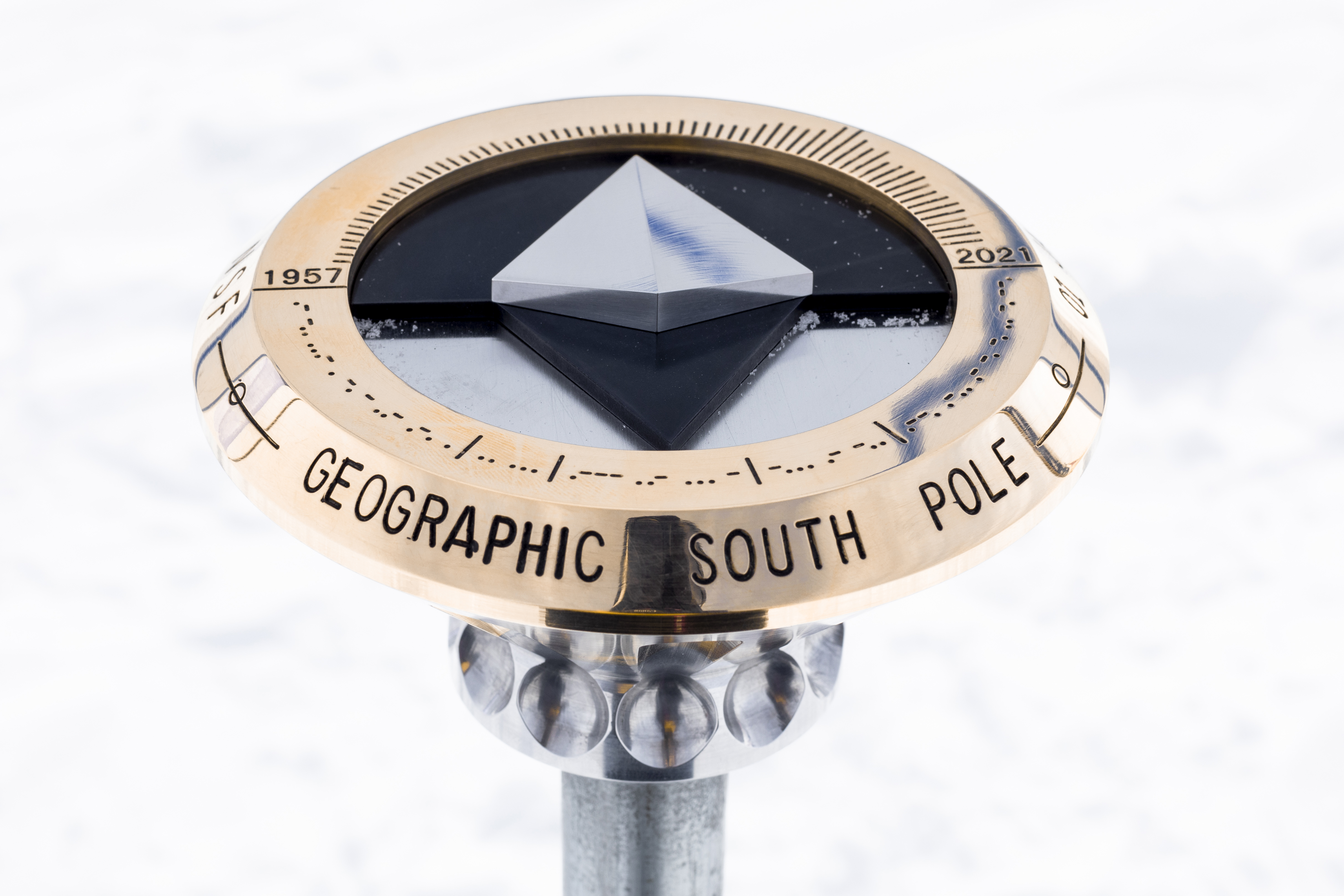
De geografische zuidpoolmarkering van 2022, met de vlag van het Ware Zuiden

De vlag heeft sinds de introductie snel aan populariteit gewonnen. Het is overgenomen door een aantal Nationale Antarctische Programma's, Antarctische non-profitorganisaties en expeditieteams; gevlogen op verschillende onderzoeksstations op Antarctica; en wordt gebruikt in de markering voor 2022 voor de geografische zuidpool.

## Embleem van het Verdrag inzake Antarctica

Vlag van het Verdrag inzake Antarctica

Het embleem van het Verdrag inzake Antarctica wordt af en toe gebruikt, zowel vanwege het gebruik ervan door de leden sinds de eerste overlegvergadering in 1961 als omdat het andere soortgelijke vlaggen heeft geïnspireerd. Hoewel de oorsprong van dit ontwerp terug te voeren is op de eerste redactie van het verdrag in 1959, hebben de adviserende leden van het Verdrag inzake Antarctica het pas in 2002 officieel als embleem aangenomen.
Het embleem wordt onder andere gebruikt in de vorm van een vlag, en wordt ook op alle officiële documenten gebruikt, en officieel vertegenwoordigt dit embleem het Antarctische Verdragssysteem en niet het continent zelf. In 1971 werd ook een herdenkingszegel uitgegeven.